# Frans Adolf von Schéele
Frans Adolf von Schéele, född 21 oktober 1795 på Prinsnäs, Norra Sandsjö socken, Jönköpings län, död 20 juli 1863 i Filipstad, var en svensk bergstjänsteman, kommunalman,  överintendent och tecknare.

## Biografi

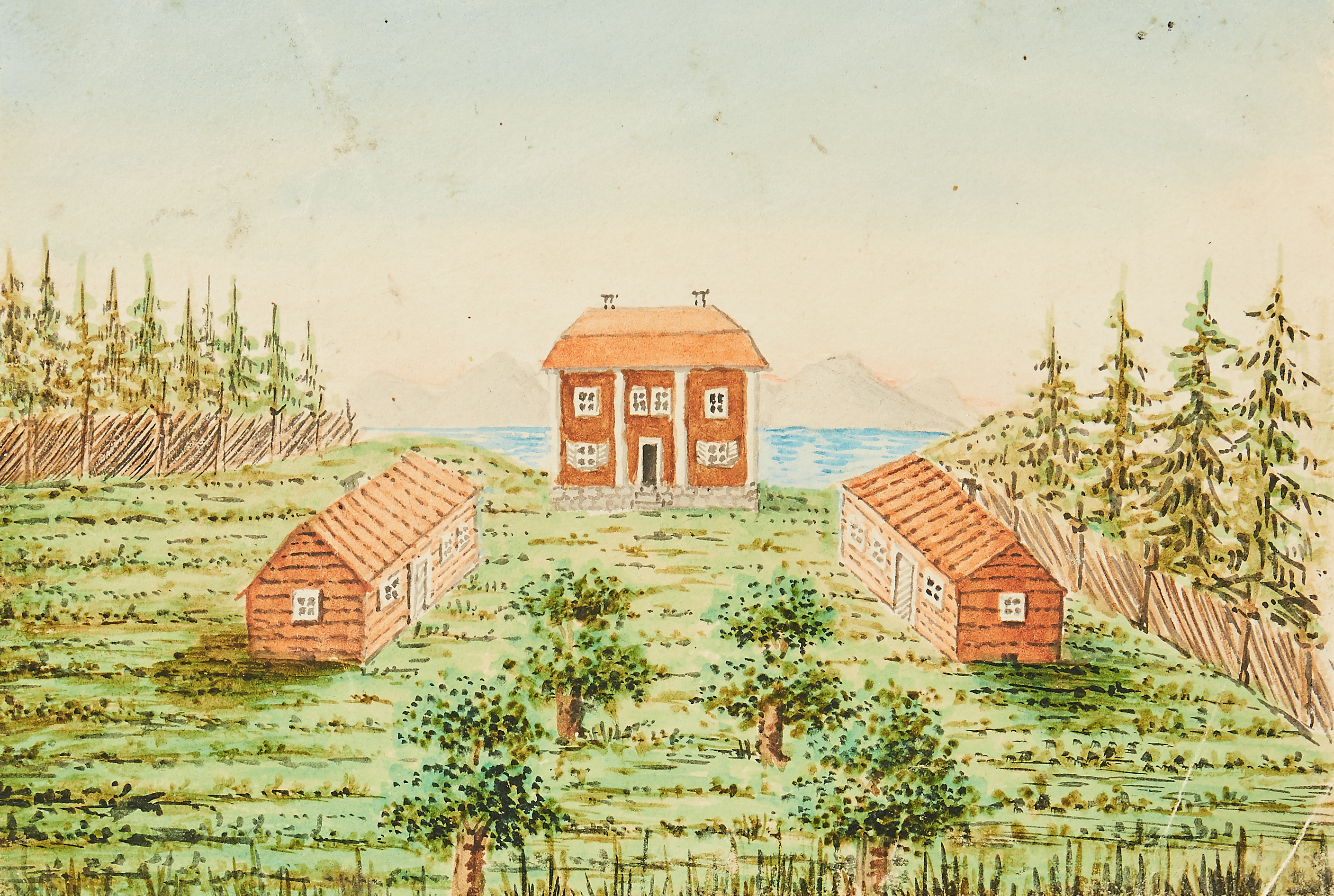
Prinsnäs säteri där Schéele föddes. Tecknat 1839 av Josef Wilhelm Wallander.

Frans Adolf von Schéele var son till godsägaren, kammarjunkaren Adolf Fredrik von Schéele och Henrika Kristina von Knorring, från 1822 gift med Maria Elisabeth Lundqvist och far till Charlotte von Schéele, Anna Augusta Josefina Ekman och bror till Carl Axel Adam von Schéele. Morfadern Frans Henrik von Knorring var major, och farfadern bergsrådet, hovrättsassessorn och brukspatronen Christian Benjamin Schéele hade naturaliserats som svensk adelsman med namnet von Schéele.
Efter studier i Lund blev von Schéele 1814 auskultant i Bergskollegium vid bergsstaten och förordnades 1823 till geschworner och bergmästare i Värmland 1835 samt överintendent 1860 i Värmland. Där stannade han resten av livet, och utvecklade verksamheter i flera olika riktningar. Redan 1824 erhöll han bergmästares titel och 1829 utnämndes han till kammarjunkare.
Både före och efter denna sista utnämning företog han resor utomlands, studerade bergshanteringens utveckling i andra länder samt publicerade sina iakttagelser och rön i tidskrifter och årsberättelser, samtidigt som han försökte modernisera sin hemorts bergshantering. Detta skedde bland annat genom att 1830 grunda bergsskolan som fortfarande ligger i Filipstad.
von Schéele verkade också på andra sätt för att stötta och utveckla Värmland. Exempel på detta är att han dels var upphovsman, dels medverkande till stiftandet av värmländska bergselementarskolan, värmländska bergsmannaföreningen, Värmlands naturhistoriska förening, värmländska brandstodsföreningen och värmländska hypoteksföreningen. Dessutom innehade han i tolv år sekreterarebefattningen hos Värmlands hushållningssällskap, var ombudsman för brandstodsföreningen, medlem av styrelsen över lantbruks-, trädgårds- och skogsskolorna inom länet; ordförande i styrelsen för Värmlands kommunikationsanstalter inom Bergslagen, i länets lasarettsdirektion, för Filipstads stadsfullmäktige med mera.
Under flera år studerade han Värmlands historia, och skapade bland annat det stora planschverket Värmland i teckningar. För sitt arbete belönades han med överintendentstiteln vid hovet 1860, fick motta Jernkontoret och Värmlands hushållningssällskap stora förtjänstmedaljer i guld, varjämte han hedrades med kallelse att vara ledamot i flera in- och utländska vetenskapliga samfund. År 1838 blev han riddare av Nordstjerneorden.
Tillsammans med Fredrik af Robson företog Frans von Schéele 1827 en resa i Lappland, vilket resulterade i ett kartverk över Gällivareverken som utgavs 1828. von Schéele är troligen också upphovsman till en serie osignerade teckningar i den av de båda författade resejournal som förvaras vid Kungliga biblioteket i Stockholm. Flertalet av teckningarna avbildar endast fjällkonturer med angivande av olika lokaliteters färger. I några fall har han åstadkommit en torftig landskapsvy genom tillfogande av bebyggelse. På äldre dagar utgav han tillsammans med Uno Troili tio häften med Wermland i teckningar efter naturen 1858–1867.  
Han gifte sig 1822 med Maria Elisabet Lundqvist, vars far G. Lundqvist var ålderman bland Stockholms kakelugnsmakare. En av deras döttrar var gift med Carl Edvard Ekman. Äldste sonen Christian Georg Robsahm von Schéele övertog faderns bruk, och blev far till Frans von Schéele. En yngre son var Götrik von Schéele.